# Al-Quwwāt al-Jawiyya al-Imārātiyya
La al-Quwwāt al-Jawiyya al-Imārātiyya (in arabo القوات الجوية الإماراتية‎?), ossia Aeronautica Militare degli Emirati Arabi Uniti e conosciuta internazionalmente con la designazione in lingua inglese United Arab Emirates Air Force e con la sigla UAEAF, è l'attuale aeronautica militare degli Emirati Arabi Uniti e parte integrante delle Forze armate degli Emirati Arabi Uniti.

## Storia
L'aeronautica degli EAU consiste in circa 1800 uomini. Gli aerei più moderni sono il Mirage 2000, F-16E/F Fighting Falcon, l'Hawk e gli elicotteri AH-64A Apache. L'addestramento al volo è eseguito nella base aerea di Al Ain, nell'est degli EAU, vicino al confine dell'Oman. La squadriglia d'addestramento è equipaggiata con G115TA, PC-7 e addestratori Hawk, mentre i piloti di elicotteri si addestrano su AS350B Ecureuil e SA342 Gazelle.
La base aerea di al-Ẓafra (in arabo الظفرة‎?) è utilizzata anche dagli aerei delle aeronautiche degli Stati Uniti, Francia e Italia. Le forze armate canadesi invece operano in una base logistica avanzata, chiamata Camp Mirage, nella base dell'Aeronautica di Minhad; anche se ufficialmente classificata, la posizione della base è stata molte volte portata alla luce.

## Struttura

### Comando Aereo Occidentale - QG ad Abu Dhabi
- Stormo Caccia - Base Aerea di al-Ẓafra
  - 1ª Squadriglia Shāhīn[1] - F-16E/F Block 60 Desert Falcon
  - 2ª Squadriglia Shāhīn - F-16E/F Desert Falcon
  - 3ª Squadriglia Shāhīn - F-16E/F Desert Falcon
  - 71ª Squadriglia Caccia - Mirage 2000-9EAD/DAD
  - 76ª Squadriglia Caccia - Mirage 2000-9EAD/DAD
- Base Aerea di al-Safrān
  - 86ª Squadriglia Caccia - Mirage 2000-9EAD/DAD
- Stormo da Trasporto - Base Aerea di al-Bāṭin
  - Squadriglia C-130 - C-130H Hercules
  - Squadriglia CASA - CN-235M-110
  - Squadriglia Puma - IAR-330SM Puma
  - 6ª Squadriglia - AB.412HP/SP, Bell 214B
  - Squadriglia Navale - AS.332B/M Super Puma, AS.565SB Panther

### Comando Aereo Centrale - QG a Dubai
- Base dell'Aeronautica di Minhad (base di elicotteri)
  - 102ª Squadriglia CAS - Hawk Mk.102
  - Squadriglia da Trasporto - C-130H-30, L-100-30 Hercules
- Aeroporto internazionale di Dubai (aerei da trasporto)

### Comando Operazioni Speciali - QG ad Abu Dhabi
- Gruppo 18 - Base Aerea di Sas Al Nakheel
  - Squadriglia Operazioni Speciali - CH-47C/D Chinook, AS.365N3 Dauphin II, AS.550C3 Fennec, AW139, EC 155B1, AH-64A Apache, Cessna 208B Grand Caravan II

### Comando dell'Esercito - QG ad Abu Dhabi
- 10ª Brigata Aviazione dell'Esercito - Base Aerea di al-Ẓafra - opera su AS.550C3 Fennec e AH-64A Apache

## Aeromobili in uso
Sezione aggiornata annualmente in base al World Air Force di Flightglobal del corrente anno. Tale dossier non contempla UAV, aerei da trasporto VIP ed eventuali incidenti accorsi durante l'anno della sua pubblicazione. Modifiche giornaliere o mensili che potrebbero portare a discordanze nel tipo di modelli in servizio e nel loro numero rispetto a WAF, vengono apportate in base a siti specializzati, periodici mensili e bimestrali. Tali modifiche vengono apportate onde rendere quanto più aggiornata la tabella.
| Aeromobile                               | Origine             | Tipo | Versione (denominazione locale)                                         | In servizio (2024) | Note | Immagine |
| Aerei da combattimento                   |                     | |                                                                         |                    | |          |
| Lockheed Martin F-16 Desert Falcon       | Stati Uniti         | cacciabombardiereconversione operativa                                                                              | F-16EF-16F                                                              | 5521               | 55 F-16E monoposto più 25 F-16F biposto consegnati. 1 precipitato nel 2006. |          |
| Dassault Mirage 2000                     | Francia             | caccia multiruoloconversione operativacaccia multiruoloaereo da ricognizione cacciabombardiereconversione operativa | Mirage 2000-9Mirage 2000-9DMirage 2000EAD Mirage 2000RAD Mirage 2000DAD | 311412             | 31 Mirage 2000-9 monoposto, 14 Mirage 2000-9D biposto, 36 tra Mirage 2000DAD, Mirage 2000EAD e Mirage 2000RAD consegnati. |          |
| Dassault Rafale                          | Francia             | cacciabombardiere                                                                                                   | Rafale CU F4.1Rafale DU F4.1                                            | 01                 | 80 Rafale F4.1 (55 Rafale CU e 25 Rafale DU) ordinati il 3 dicembre 2021, con il primo esemplare (un biposto DU) presentato in Francia il 29 gennaio 2025. |          |
| Thrush/Iomax S2R-T660 Archangel          | Stati Uniti         | COIN | S2R-T660 Archangel                                                      | 16                 | 24 ordinati. |          |
| Air Tractor AT-802                       | Stati Uniti         | COIN | AT-802I                                                                 | 6                  | |          |
| Calidus B-250 Bader                      | Emirati Arabi Uniti | COIN | B-250LA                                                                 | 0                  | 24 B-250LA (Light Attack) ordinati il 20 novembre 2019 durante il Dubai Airshow 2019, e da utilizzare nel ruolo COIN. |          |
| Aerei per impieghi speciali              |                     | |                                                                         |                    | |          |
| SAAB DS Bombardier Global 6000 GlobalEye | Svezia Canada       | AEWELINT SIGINT | Global 6000 GlobalEyeGlobal 6000 Dolphin                                | 52                 | 2 Globaleye ordinati a novembre 2015 ed 1 a febbraio 2017. 2 aerei per Elint in ordine al novembre 2018. Primo esemplare della versione AEW consegnato alla fine dell'aprile del 2020. Ulteriori 2 aerei della versione AEW ordinati a gennaio 2021. Uno dei due ulteriori aerei AEW consegnato il 18 aprile 2024. Il quinto e ultimo aereo nella variante AEW è stato consegnato il 17 settembre 2024. |          |
| CASA CN-235MPA Persuader                 | Spagna Indonesia    | Aereo da pattugliamento marittimo                                                                                   | CN-235MPA                                                               | 4                  | 4 CN-235MPA ordinati nel 1998. Operano con la Marina degli EAU. Sono equipaggiati con il Thales AMASCOS 300 con radar Ocean Master 100 per sorveglianza, controllo marittimo, guerra antisom e antisuperficie. |          |
| Bombardier Dash-8                        | Canada              | Aereo da pattugliamento marittimo                                                                                   | Dash-8Q300                                                              | 2                  | 2 Dash-8Q300 consegnati. |          |
| Bombardier Challenger                    | Canada              | SAR MedEvac | CL-650                                                                  | 1                  | 1 Challenger 650 ordinato a febbraio 2019, destinato sia a compiti SAR che MEDEVAC. Conseganto nel febbraio 2022. |          |
| Aeromobili a pilotaggio remoto - UAV     |                     | |                                                                         |                    | |          |
| Baykar Bayraktar Akinci                  | Turchia             | UAV | Akinci-A                                                                | 2                  | Un numero non precisato di Akinci-A ordinati, i primi due dei quali sono stati consegnati a dicembre 2024. |          |
| Bayraktar TB2                            | Turchia             | UAV | TB2                                                                     | 20                 | 120 TB2 ordinati ad inizio 2022, con 20 esemplari già consegnati nel settembre dello stesso anno. |          |
| CAIG Wing Loong                          | Cina                | UAV | Wing Loong IWing Loong II                                               | 2150               | 25 Wing Loong I ordinati nel 2011, più 15 Wing Loong II ordinati nel 2017. 3 Wing Loong I (alcune fonti riferiscono 4) donati di seconda mano all'Marocco a metà 2020. |          |
| Kentron Seeker                           | Sudafrica           | UAV | Seeker IISeeker 400                                                     | 106                | 11 Seeker II ricevuti in più lotti, 6 Seeker 400 armati nel 2018 e nel 2020, più un ulteriore Seeker 400 ordinato a marzo 2021. Un Seeker II è stato abbattuto in Yemen a luglio 2015. |          |
| Aerei per rifornimento in volo           |                     | |                                                                         |                    | |          |
| Airbus A330 MRTT                         | Unione europea      | rifornimento in volo                                                                                                | A330 MRTT                                                               | 5                  | 3 A330 MRTT ordinati nel 2008 e ricevuti tra il 2013 e il 2016. Ulteriori 2 aerei sono stati ordinati a novembre del 2021. Primo dei due aerei ordinati nel 2021, ricevuto a novembre 2024. Quinto e ultimo A330 MRTT consegnato a marzo 2025. |          |
| Aerei da trasporto                       |                     | |                                                                         |                    | |          |
| McDonnell Douglas C-17 Globemaster III   | Stati Uniti         | aereo da trasporto strategico                                                                                       | C-17A                                                                   | 8                  | 8 C-17A consegnati. Ordinati nel 2009. |          |
| Lockheed C-130 Hercules                  | Stati Uniti         | aereo da trasporto                                                                                                  | C-130HL-100-30                                                          | 62                 | 6 C-130H e 2 L-100-30 consegnati. |          |
| Airbus C-295                             | Unione europea      | aereo da trasporto tattico                                                                                          | C-295W                                                                  | 5                  | 5 ordinati a novembre 2017, tutti in servizio all'ottobre 2019. |          |
| Piaggio P-180 Avanti II                  | Italia              | aereo da trasporto VIP aereo da collegamento                                                                        | P.180                                                                   | 2                  | 2 P.180 ordinati nel giugno 2009 e consegnati. |          |
| Beechcraft King Air 350                  | Stati Uniti         | aereo da trasporto                                                                                                  | B350                                                                    | 2                  | 2 B350 consegnati. |          |
| de Havilland Canada DHC-6 Twin Otter     | Canada              | aereo da trasporto                                                                                                  | DHC-6                                                                   | 1                  | 1 DHC-6 consegnato. |          |
| Saab 340                                 | Svezia              | aereo da trasporto                                                                                                  | Saab 340                                                                | 1                  | 2 Saab 340 consegnati a partire dal 2003. |          |
| Aerei da addestramento                   |                     | |                                                                         |                    | |          |
| Pilatus PC-21                            | Svizzera            | aereo da addestramento                                                                                              | PC-21                                                                   | 25                 | 26 PC-21 consegnati. |          |
| Pilatus PC-7                             | Svizzera            | aereo da addestramento                                                                                              | PC-7                                                                    | 31                 | 35 PC-7 consegnati. |          |
| Grob G.115 Heron                         | Germania            | aereo da addestramento                                                                                              | G.115TA Acro                                                            | 12                 | 12 G.115TA consegnati. |          |
| BAe Hawk                                 | Regno Unito         | aereo da addestramento                                                                                              | Hawk Mk. 102                                                            | 12                 | 18 Hawk Mk. 102 consegnati. |          |
| Alenia Aermacchi MB-339                  | Italia              | aereo da addestramento                                                                                              | MB-339A                                                                 | 10                 | 10 MB-339A consegnati. |          |
| Beechcraft King Air 90                   | Stati Uniti         | aereo da addestramento                                                                                              | C90                                                                     | 3                  | 3 Beech C-90 consegnati. |          |
| Hongdu L-15 Lie Ying                     | Cina                | aereo da addestramento                                                                                              | L-15                                                                    | 2                  | 15 L-15 ordinati il 21 febbraio 2023. Primi due esemplari consegnati a novembre 2023. |          |
| Calidus B-250 Bader                      | Emirati Arabi Uniti | aereo da addestramento aereo d'attacco leggero                                                                      | B-250T                                                                  | 0                  | 40 B-250T (Trainer) ordinati a novembre 2023. |          |
| Elicotteri                               |                     | |                                                                         |                    | |          |
| Hughes AH-64 Apache                      | Stati Uniti         | elicottero d'attacco                                                                                                | AH-64DAH-64E                                                            | 300                | 30 AH-64A sono stati convertiti alla versione AH-64D "Longbow" dal maggio 2008 al novembre 2009. Il 5 ottobre 2018 sono stati ordinati 9 nuovi AH-64E e la conversione a questo standard dei 28 AH-64D in organico è stata approvata a dicembre 2019. |          |
| Boeing CH-47 Chinook                     | Stati Uniti         | elicottero da trasporto pesante                                                                                     | CH-47F                                                                  | 28                 | 20 CH-47F in servizio al novembre 2019. |          |
| Aérospatiale AS 350 Écureuil             | Francia             | elicottero da osservazione                                                                                          | AS 350                                                                  | 1                  | 1 AS 350 consegnato. |          |
| Bell 407                                 | Stati Uniti         | elicottero utility                                                                                                  | Bell 407                                                                | 13                 | 14 Bell 407 consegnati. |          |
| Augusta-Bell AB-412                      | Italia              | SAR | AB-412HPAB-412SP                                                        | 4                  | 4 Bell 412 consegnati. |          |
| Eurocopter AS 565 Panther                | Francia             | elicottero navale                                                                                                   | AS 565SB                                                                | 12                 | |          |
| Eurocopter AS 365 Dauphin                | Francia             | elicottero da trasporto VIP                                                                                         | AS 365N3                                                                | 1                  | |          |
| Sikorsky UH-60 Black Hawk                | Stati Uniti         | elicottero da trasporto tattico elicottero d'attacco leggero                                                        | UH-60M                                                                  | 1                  | 1 UH-60M consegnato. |          |
| AgustaWestland AW139                     | Italia              | elicottero utility                                                                                                  | AW139                                                                   | 8                  | 8 AW139 consegnati. |          |

### Missili
- 160 AGM-88 HARM
- 1000+ AGM-65 Maverick
- 500 AIM-120 AMRAAM
- 270 AIM-9 Sidewinder
- numero sconosciuto di MICA

## Aeromobili ritirati
- CASA CN-235M - 7 esemplari (?-2019)[60][61][3][62]
- Saab 340AEW - 2 esemplari (2011-2020)[3][63]
- IAR 330L - 10 esemplari (1994-2009)[64][65][66][67]
- Dassault Mirage 5AD - 12 esemplari (1973-1985)[68]
- Dassault Mirage 5RAD - 3 esemplari (1973-1985)[68]